# Himno de cacha
El Himno de Cacha, es el himno representativo del pueblo Cacha, fue oficializado el 25 de abril de 1981, fecha en la que fue inaugurada como la parroquia civil Cacha por el entonces Presidente de la República del Ecuador, Ab. Jaime Roldós Aguilera .

## Datos Relevantes
Es una canción que expresa la manera como vivieron en el periodo de colonización bajo el dominio español y la esperanza de su enmacipacion; consta de 4 estrofas y fue creada por el profesor ecuatoriano Marcial Salas Mancheno, el abril de 1948, la música fue compuesta por el maestro Rodrigo Barreno Cobo, en el ritmo danzante.
la traducción al idioma Quichua fue realizada por el Dr. Arturo León Bastidas.

## Letra en español
LOS CACHAS
Somos los indios Cachas
los indios más valientes;
somos los descendientes
de Cacha, el gran Señor,
nuestro Rey que combatió
demostrando su valor.
Duchicela el monarca
y nuestra madre Toa 
fundieron sus dos razas 
al calor del amor; 
más llegó el español 
y el dolor principió.
Vino el blanco ambicioso 
con la sed de dinero, 
nuestra vida tranquila 
ahí se terminó; 
heredad y libertad 
todo se nos quitó.
Pero llegará el día 
en que seremos libres, 
terminará el desprecio, 
reinará la igualdad; 
Habrá PAZ... 
habrá UNION, 
habrá prosperidad...

## Letra en Quichua
LOS CACHAS

Cacha runami kanchik 
Imata mana manchak 
wawakunami kanchik 
Hatun apu Cachapak;
Hatun apu makanakurka
kuyaita ricurhispa.

Duchicela Apuka ñukanchik 
mama Toa tandachirka 
ishki aicha rupak kuyaimanta; 
español chayamukpi 
llaki kallarikmi.

Millai kutia shamurka 
Kurillata munaiwan 
ñukanchik kushi kawsay 
chaipimi tukuchishka; 
charina, kushicana 
tukuitami kichuk.

Kushilla punllakuna 
kutin chayamungami 
piñana tukuringa 
tandallami kawashun 
kushicuna, tandanakui 
ñawpakman rinapish...